# 요안 두루

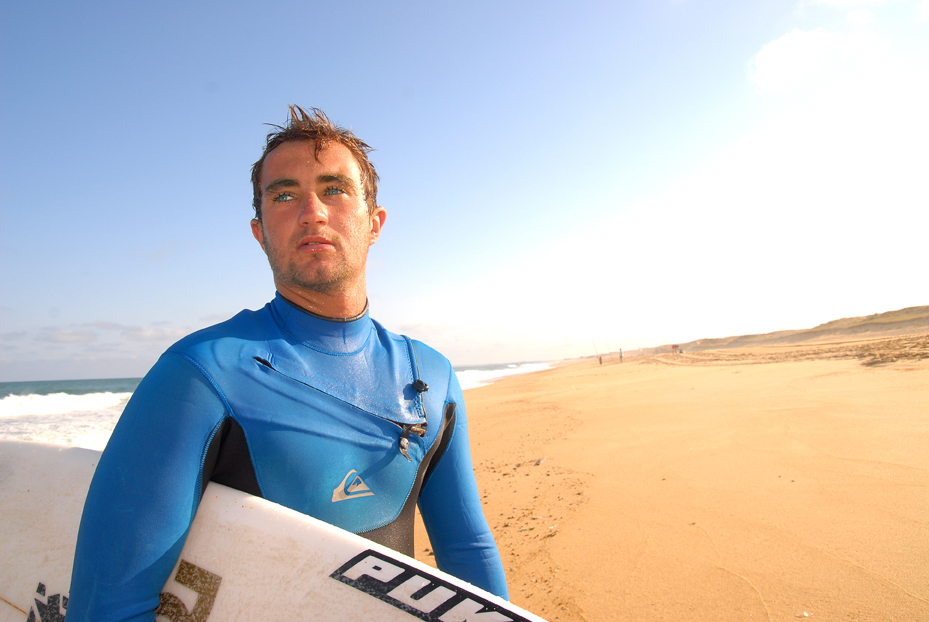
요안 두루

요안 두루(Joan Duru, 1989년 4월 25일 ~ )는 프랑스 바욘 출신의 서퍼이다. ASP 유럽에서 2009년 챔피언을 하였다.